# BMPR1A
BMPR1A (англ. bone morphogenetic protein receptor, type IA, также CD292) — белок, кодируемый у человека геном BMPR1A.

## Костные морфогенетические белки
Костные морфогенетические белки — семейство серин-треониновых трансмембранных протеинкиназ, включающее в себя два рецептора I типа (BMPR1A и BMPR1B), массой около 50—55 кДа, а также рецептор II типа BMPR2, около 70—80 кДа. К соответствующим типам относятся также активиновые рецепторы ACVR1 и ACVR2. Лиганды к этим белкам относятся к суперсемейству TGF-бета. Рецептор II типа связывается с лигандом в отсутствие рецептора I типа.

## Функции BMPR1A
- Регуляция численности стволовых клеток путём подавления Wnt-сигнала
- Участие в окостенении и дифференцировке клеток, в частности, на этапе гаструляции[2]
- Участие в процессах апоптоза
- Участие в развитии адипоцитов

## Локализация
Локализация у человека: 10 хромосома, 10q22.3.

## Лигандык BMPR1A
Лиганды-агонисты: BMP2, BMP4, BMP6, BMP7, GDF6
Лиганды-антагонисты: хордин, ноггин